# Calligrapha sylvia
Calligrapha sylvia är en skalbaggsart som först beskrevs av Carl Stål 1860.  Calligrapha sylvia ingår i släktet Calligrapha och familjen bladbaggar. Inga underarter finns listade i Catalogue of Life.